# باشوان (بوئين)
باشوان (بالفارسية: باشوان) هي قرية تقع في إيران في قسم بوئین الريفي. يقدر عدد سكانها بـ 97 نسمة بحسب إحصاء 2016.